# Jeanne de Lavaulx
Jeanne Catherine Josèphe de Lavaulx de Sommerécourt, née au château de Sommerécourt le 8 mars 1741 et morte à Montcourt-Fromonville le 7 décembre 1815, est la fille de Gabriel-François de Lavaulx, capitaine des gardes du duc Léopold de Lorraine, et de Catherine de Lavaulx de Vrécourt, sa cousine. Elle est issue d’une famille de la noblesse lorraine (ancienne extraction 1495). Dans la chapelle de l'ancien hôtel d'Antin, elle épousera en secondes noces le 13 février 1780, le maréchal-duc de Richelieu dont elle sera la troisième et dernière épouse.

## Biographie
Comme beaucoup de filles de sa famille, Jeanne de Lavaulx est apprébendée (c'est-à-dire reçue) le 16 août 1751 au sein du chapitre noble Sainte-Menne de Poussay, dont elle devient chanoinesse et où elle est élevée. Sortie de Poussay, elle séjourne à Paris chez sa sœur la marquise de Luigné. Si sa famille est peu fortunée, Jeanne de Lavaulx est cependant d'une beauté certaine : « Elle était vraiment jolie : une taille élégante, de l'éclat, de beaux yeux bleus, des bras admirables, les plus beaux cheveux du monde ; un air à la fois ouvert et naïf relevait beaucoup ces avantages » (Lamothe-Langon). Elle rencontre le chevalier Edmond de Rothe issu d'une famille irlandaise jacobite, né en 1713 en Irlande, plus âgé qu'elle d'une vingtaine d'années. Leur mariage est célébré à Paris le 6 mars 1764 par le cardinal de Choiseul-Beaupré, archevêque de Besançon, Grand Aumônier du Roi de Pologne, duc de Lorraine et de Bar Stanislas Lesczynczki, parent des Lavaulx. Le couple et le fils d'un premier mariage s'installent dans un hôtel du faubourg-du-Roule appartenant à la première épouse défunte du chevalier de Rothe, Anne Jeanne de Nugent. Avec son frère François, directeur du port de Lorient, le chevalier de Rothe est actionnaire d'expéditions maritimes commerciales avec l'Extrême-Orient, d'un excellent rendement financier mais à hauts risques (prêts à la grosse), dans le cadre de la Compagnie des Indes.   
Les nouveaux mariés mènent grand train avec la fortune gagnée grâce à des expéditions en Chine, où se rend Edmond de Rothe à plusieurs reprises. Ils achètent le château de Boulémont, à Herbeville, entre Versailles et Mantes. Lors du premier mariage de Jeanne de Lavaulx, le couple secourt le maréchal duc de Richelieu (1696-1788), la voiture de ce dernier ayant eu un accident sur le Pont-Neuf. Le maréchal se présenta chez madame de Rothe pour la remercier, ne l'y trouva pas (il jouissait d'une réputation détestable de séducteur) et se garda d'insister.   
Outre le chevalier de Rothe-Nugent, fils du premier mariage de M. de Rothe, le comte et la comtesse de Rothe ont eu quatre enfants : Antoine de Rothe, chevalier de Malte[réf. nécessaire], capitaine au régiment de Walsh avant la Révolution, devint chambellan du roi Charles X et mourut en 1842 ; Antoinette de Rothe, chanoinesse du chapitre de Neuville en Bresse, épousa Abel Alexis le Comte de Nonant de Pierrecourt ; Marguerite de Rothe, chanoinesse du chapitre de Neuville en Bresse, épousa en 1786, Louis Ernest de Ravenel, capitaine au régiment de Royal Cavalerie et enfin Madeleine de Rothe, qui épousa en décembre 1792 Louis Alexandre de Boislecomte.   
Cependant, en 1769, les sommes investies dans ces entreprises périlleuses ne rapporteront aucun bénéfice. Le château de Boulémont à Herbéville sera vendu pour renflouer et financer d'autres expéditions, alors même que le privilège de la Compagnie des Indes est supprimé. L'hôtel du Roule est loué au baron de Sickingen par Jeanne de Lavaulx.   
Le chevalier de Rothe part de Lorient vers la Chine en 1770 avec les navires le Duras et le Pondichéry et séjourne à Canton, où il effectue des achats de laques, soies, porcelaines et éventails pour le voyage de retour. Cependant, il choisit de rentrer avec le Dauphin et le Laverdy, à la fin du mois de janvier 1772, avec une mission diplomatique russe commandée par le baron de Beniorsky. Il tombe malade et meurt à Port-Louis en l'île Maurice. Sa veuve doit alors faire face aux créanciers de son mari, qui laisse une succession extrêmement embrouillée et des dettes considérables.  
Le maréchal de Richelieu, apprenant qu'elle se séparait de ses derniers chevaux, va la voir déguisé en maquignon, mais il est reconnu et aimablement éconduit. Il interviendra auprès du roi Louis XVI afin de faire attribuer à Jeanne de Rothe et à ses quatre enfants un appartement au 3e étage des Tuileries, réservé à la noblesse sans ressources. 
À la fin des années 1770, le maréchal duc de Richelieu pense à se remarier, car âgé, las d'une vie de conquêtes féminines sans but et soucieux d'avoir une fin digne du nom qu'il portait. Il songe alors à Jeanne de Rothe. Le maréchal, quoiqu'âgé de 84 ans, montait impunément les trois étages des Tuileries, pour visiter madame de Rothe. Leur mariage est célébré le 13 février 1780 dans la chapelle de l'hôtel de Richelieu, ancien hôtel d'Antin, rue Neuve-Saint-Augustin. Il est suivi d'une réception dans le pavillon de Hanovre, alors partie intégrante de cet hôtel (transporté depuis au parc du château de Sceaux). Ce mariage, par son originalité, fait quelque bruit dans la société parisienne et le couple, lors de ses promenades dans le jardin des Tuileries, est une attraction pour les promeneurs. Les enfants de la duchesse et son beau-fils sont également logés à l'hôtel d'Antin, jouxtant le boulevard des Italiens, une des plus magnifiques demeures de Paris, ornée d’œuvres d'art exceptionnelles provenant en partie du château de Richelieu. 
La nouvelle duchesse de Richelieu s'attache très sincèrement à son mari, pourtant âgé de 84 ans en 1780. Elle aurait porté un enfant du maréchal mais fait une fausse couche provoquée par le fils de ce dernier, héritier du nom et du titre, aux dires du fils de Mme de Rothe. Les biens des Richelieu étant entièrement substitués, le maréchal attribue une dot de 250 000 livres ainsi qu'une pension de 25 000 livres par an à sa femme, dépourvue de fortune personnelle. Celle-ci devient la bienfaitrice de sa famille et de nombreuses autres personnes : elle fait intervenir le maréchal au profit de son frère Charles Nicolas Joseph de Lavaulx afin de le faire recevoir aux Honneurs de la Cour en 1783 et de faire valoir ses droits à la retraite par la Marine, elle prend soin de son neveu Louis Marie de Lavaulx, alors collégien au collège de Clermont à Paris jusqu'en 1789 et agit aussi auprès du ministre des Affaires étrangères Charles Gravier de Vergennes afin de faire obtenir une commanderie de Malte à Louis Auguste d'Estourmel, beau-frère de Charles Nicolas Joseph de Lavaulx. 
Le maréchal de Richelieu décède le 8 août 1788 d'une congestion pulmonaire et Jeanne de Richelieu en conçoit une réelle affliction. Elle est l'exécutrice testamentaire de la succession de son mari avec le duc de Gontaut et fait preuve de désintéressement. 
Au cours de la Révolution, elle émigre brièvement en Allemagne, revient en France et connaît de notables difficultés financières, devant rembourser un certain montant des dettes laissées par le maréchal-duc. Elle aurait été détenue rue de Richelieu dans l'un des deux hôtels de Talaru, en compagnie de François Racine de Monville et d'autres personnalités. Par la suite, elle sollicite en vain le duc de Richelieu, petit-fils du maréchal,  gouverneur d'Odessa et futur ministre des affaires étrangères de la Restauration.   
À peu près à la même époque, elle occupe pour 1200 livres un appartement de sept pièces au premier étage de l'Élysée, à droite de la façade sur cour, où elle reçoit les membres de sa famille Lavaulx de passage à Paris, notamment une de ses sœurs, également ancienne chanoinesse de Poussay. L'Élysée était alors converti en plusieurs logements. Elle se trouve voisine de palier de la famille du jeune Alfred de Vigny. Le Comité de sûreté générale demande son arrestation rue Saint-Honoré et met sous séquestre ses papiers, son fils étant émigré. Plus tard, Jeanne de Lavaulx achète le château de Fromonville en 1798, où elle finit paisiblement ses jours. Elle meurt le 7 décembre 1815 à l'âge de 75 ans au château qui sera acheté à ses héritiers par le comte de Chappedelaine. Sa tombe et celle de ses enfants se trouve le lon,g d'un mur de l'église de Fromonville, qui domine le Loing.

## Anecdote
« Mon mari disait à Louis XIV... », début d'une histoire racontée vers 1792 lors d'un dîner au château de Gernande par la maréchale de Richelieu devant la baronne de Bawr, née Goury de Grandchamp (1773-1860). Plus tard, elle est relatée par ce témoin dans le salon de madame de Miribel sous le Second Empire. Elle est citée dans Les salons d'autrefois, de 1861, par la comtesse de Bassonville. Déformée, cette phrase passa à tort pour avoir été dite par la maréchale devant Napoléon Ier, puis même devant Napoléon III.